# Johann-Georg Richert
Johann-Georg Richert (Liebau in Schlesien, 14 april 1890 - Minsk, 30 januari 1946) was een Duitse officier en Generalleutnant  tijdens de Tweede Wereldoorlog en bedrijver van oorlogsmisdaden in Rusland en Wit-Rusland, waarvoor hij na de oorlog terechtgesteld werd.

## Leven
Op 14 april 1890 werd Johann-Georg Richert geboren in Liebau in Schlesien in Silezië. Hij was de zoon van de hoofdinspecteur douane Alexander Richert en Rosa Richter (geboortenaam Schwiers). In de herfst van 1909 meldde hij zich aan bij het Pruisische leger. Hij werd als Fahnenjunker geplaatst in het Infanterie-Regiment „Graf Dönhoff“ (7. Ostpreußisches) Nr. 44. Na zijn bezoek aan de Kriegsschule  (militaire school) werd Richert op 20 maart 1911 bevorderd tot Leutnant.

### Eerste Wereldoorlog
Als Zug- en Kompanieführer   (pelotons- en compagniecommandant) nam hij deel aan de Eerste Wereldoorlog. In 1918 werd hij Frans krijgsgevangene gemaakt, en zat 14 maanden geïnterneerd. Hij werd onderscheiden met de beide klassen van het IJzeren Kruis 1914.

### Interbellum
Richert werd als Oberleutnant overgenomen in de Reichswehr. Hij kwam in het 100.000 man sterke Reichsheer van de Reichswehr, en werd geplaatst bij het 7. (Preuß.) Infanterie-Regiment. Bij het ontbinden van de eenheden, kwam Richert als bataljonscommandant naar het Infanterie-Regiment 50  (50e Infanterieregiment) in Landsberg an der Warthe. Op 1 januari 1936 werd hij bevorderd tot Oberstleutnant. Op 1 februari 1939 werd Richert benoemd tot commandant van het Infanterie-Regiment 23  (23e Infanterieregiment) in de 11. Infanterie-Division  (11e Infanteriedivisie).

### Tweede Wereldoorlog
Met het 23e Infanterieregiment nam Richtert deel aan de Poolse Veldtocht en de Slag om Frankrijk. Vanaf juni 1941 vocht hij met zijn regiment in Noord-Rusland aan de Volchov. Op 1 december 1941 werd hij onderscheiden met het Duitse Kruis in goud. Op 1 april 1942 werd Richert bevorderd tot Generalmajor. En aansluitend werd hij benoemd tot commandant van de 286. Sicherungs-Division  (286e Beveiligingsdivisie). Op 1 maart 1943 werd Richert bevorderd tot Generalleutnant. Vanaf 5 november 1943 tot 9 april 1944 was hij commandant van de 35e Infanteriedivisie. Voor de verdedigingsprestaties van de divisie in de gebied van Mogilew, werd hij op 17 maart 1944 onderscheiden met het Ridderkruis van het IJzeren Kruis. De divisie vocht onder zijn leiding tijdens Operatie Bagration.
Tijdens het Russische zomeroffensief in juni 1944 stond de 35. Infanterie-Division  (35e Infanteriedivisie) opgesteld aan de Berezina ten zuiden van Bobruisk, en kon alleen met zware verliezen zich terugtrekken naar het westen. Voor zijn leiderschap werd Johann-Georg Richert op 18 oktober 1944 onderscheiden met het Eikenloof bij zijn Ridderkruis van het IJzeren Kruis.
Aan het einde van de Tweede Wereldoorlog nam de divisie deel aan het Oost-Pruisenoffensief.
Partizanenbestrijding
Als commandant van de 286. Sicherungs-Division  (286e Beveiligingsdivisie), nam hij deel aan meerdere operaties tegen de partizanen. Hierbij werden burgers vermoord. Begin maart 1944 dreef Richerts 35e Infanteriedivisie dat onder het bevel gesteld was van het 9. Armee  (9e Leger) van de General der Panzertruppe Josef Harpe, samen met Sonderkommando 7a der SS-Einsatzgruppe B minstens 40.000 Wit-Russische burgers naar de geïmproviseerde kampen van het vernietigingskamp Osaritschi.
Aan het einde van de Tweede Wereldoorlog, raakte Richert in Russisch krijgsgevangenschap.

## Na de oorlog, proces en terechtstelling
In januari 1946 werd hij met meerdere officieren aangeklaagd door een Russische militaire rechtbank in het proces van Minsk, en op grond van zijn oorlogsmisdaden tot de dood veroordeeld.
Omdat de Sovjet-oorlogsmisdadenprocessen als onderdeel van de Sovjet-jurisprudentie, niet overeenkwamen met liberale westerse juridische opvattingen, lijkt het - volgens de Oost-Europese historicus Hans-Heinrich Nolte - opmerkelijk dat Richert uitsluitend werd veroordeeld voor zijn gezamenlijke verantwoordelijkheid voor de dood van duizenden mensen in de kampen in Osaritschi.
De beweringen van de aanklager over medeverantwoordelijkheid voor opzettelijk "biologische oorlogvoering" door middel van systematisch geïnduceerde tyfusinfecties werden niet bevestigd in het vonnis.
Op 30 januari 1946 werd het vonnis in het openbaar op de renbaan van Minsk voor een publiek van 100.0000 personen uitgevoerd door ophanging.
Im Auftrag des Befehlshabers im rückwärtigen Gebiet der Heeresgruppe Mitte, von Schenckendorff, hatte zu-nächst die 286. Sicherungsdivision unter Richert den Raum Witebsk-Polozk-Newel zu “befrieden“. Bei der folgenden vierwöchigen Großaktion “Waldwinter“ zur Partisanenbekämpfung (bis 01.02.1943), gab es dann 1.627 Todesopfer unter den Weißrussen, 2.041 wurden zum “Arbeitseinsatz“ deportiert und zusätzlich noch 8.000 Stück Vieh und 167.460 Fleischtagesrationen erbeutet. Richert hatte sich durch besondere Brutalität aus-gezeichnet. Zur Entminung von Zugängen zu Partisanenlagern wurde eine brutale Methode üblich: Auf Richert‘s Befehl musste die Zivilbevölkerung im Bereich der 286. Sicherungsdivision seit Herbst 1942 Straßen und Wege pflü-gen, eggen oder begehen. Bei Artischewo in der Nähe von Orscha wurden dabei 28 Menschen tödlich verletzt, davon 18 Kinder. Dies war Gegenstand der Vernehmungen am 05.01. und 16.01.1946.— Christian Gerlach; Kalkulierte Morde, Die deutsche Wirtschafts- und Vernichtungspolitik in Weißrussland 1941 bis 1944.

## Militaire carrière
- Generalleutnant: 1 maart 1943[3][4][14][15]
- Generalmajor: 1 april 1942[3][4][15]
- Oberst: 1 juni 1938[3][4]
- Oberstleutnant: 1 januari 1936[3][4]
- Major: 1 juni 1933[3]
- Hauptmann: 1 april 1923[3][4]
- Oberleutnant: 6 juni 1916[3]
- Leutnant: 20 maart 1911[3][4]
- Fähnrich: 18 mei 1910[3]
- Fahnenjunker: september 1909[3][4]

## Onderscheidingen
- Ridderkruis van het IJzeren Kruis met Eikenloof (nr.623) op 18 oktober 1944[16] als Generalleutnant en Commandant van de 35e Infanteriedivisie / / 4e Legerkorps / 9e Leger / Heeresgruppe Mitte, Oostfront[4][13][15][16]
- Ridderkruis van het IJzeren Kruis op 17 maart 1944[16] als Generalleutnant en Commandant van de 35e Infanteriedivisie / 4e Legerkorps / 9e Leger / Heeresgruppe Mitte, Oostfront[13][15][16]
- Duitse Kruis in goud op 1 december 1941 als Oberst en Commandant van het 23e Infanterieregiment / 11e Infanteriedivisie, Oostfront[4][13][15][16]
- Herhalingsgesp bij IJzeren Kruis 1939, 1e Klasse (3 oktober 1939[4][16]) en 2e Klasse (20 september 1939[4][16])
- IJzeren Kruis 1914, 1e Klasse[4] en 2e Klasse[4]
- Erekruis voor Frontstrijders in de Wereldoorlog[16] in 1934[4]